# Delfina Cassinda
Delfina Cassinda (6 januari 1980) is een atleet uit Angola.
Op de Olympische Zomerspelen 2000 liep ze de 800 meter.
- World Athletics: 14272732